# Bažant palavánský

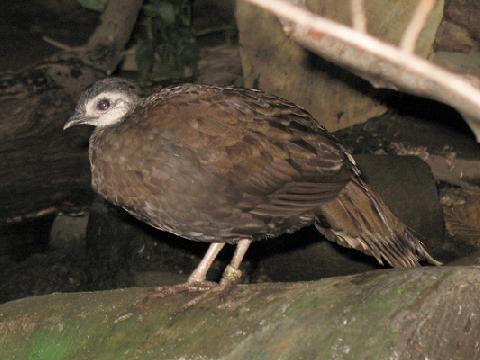
Bažant palavánský-samice

Bažant palavánský (Polyplectron napoleonis), někdy také bažant palavanský nebo bažant palawanský, je druh vzácného bažanta z rodu Polyplectron s velmi výrazným vybarvením peří a výraznou chocholkou na hlavě samce.

## Rozšíření
Je endemitem filipínského ostrova Palawan, kde žije asi na 20 lokalitách ve dvou chráněných oblastech El Nido Marine Reserve a St Paul's Subterranean River National Park. Žije skrytým životem v hustých místech primárních i sekundárních lesích v nížinách i ve zvlněném terénu až do nadmořské výšky 800 metrů. Jeho početní stavy se odhadují na méně než 10 000 jedinců.

## Popis
Středně velcí ptáci, samci váží až 436 gramů a dosahující délky až 50 cm, z toho polovina připadá na ocas. Samice jsou menší, váží asi 322 gramů a jsou asi o 10 cm menší. Samec má na černém temeni hlavy vysokou zelenou chocholku, hřbetní a křídelní péra jsou při bázi černé a dále jsou široce obroubené zeleně a modře. Ocasní a nadocasní péra mají po dvou řadách velkých modravých, částečně nafialovělých, černě orámovaných "ok". Krk a spodní část těla má černé. Jeho tváře jsou bílé, okruží očí jsou červená. Nenápadnější samice má na hlavě menší chocholku barvy tmavě hnědé. Stejně zbarvenou, ale se světlejšími skvrnami, má i horní část těla. Její tváře a hrdlo jsou světle hnědé. Jejich zabarvení je činí méně nápadnou při výchově potomstva.
Jeho potrava se skládá ze semen, bobulí, ořechů, ovoce, kořínků, listů, hmyzu, a dalších drobnějších bezobratlých živočichů.

## Rozmnožování
Při komplikovaných námluvách se samci před samicemi předvádějí svým nádherným peřím, dopředu nataženou chocholkou, tančí okolo ní a přinášejí v zobáku jídlo. Lze je v přírodě najít v párech nebo v malých skupinkách, pro skrytý způsob života není jisté, zda se jedná o polygamní nebo monogamní druh. Hnízdo si připravuje samice sama, bývá to jen mělký důlek vystlaný listím ukryty v křoví. Po snesení 3 až 5 okrových vajíček s tmavými skvrnami na nich sama sedí 18 až 20 dnů. Vylíhnutá kuřata jsou schopna si sama najít potravu, přesto je samice několik týdnů zahřívá a opatruje.

## Ohrožení
Lov tohoto bažanta je na celém ostrově nezákonný, ale lze jen stěží dodržování zákazu uhlídat. Pro chudé místní obyvatele je jeho maso velmi žádoucí a krásným peřím se tradičně zdobí. Mimo to jsou nelegální těžbou dřeva, v současnosti také zakázanou, zmenšovány oblíbené biotopy ve kterých žije.
Početní stavy bažanta palawanského se odhadují na méně než 10 000 jedinců a soustavně klesají. V Červeného seznamu IUCN byl zařazen mezi zranitelný druh a v CITES byl zařazen do přílohy I mezi nejvíce ohrožené druhy, s nimiž je jakýkoliv mezinárodní obchod zakázán.

## Chov v zoo
V rámci Evropy byl v létě 2019 chován přibližně v šesti desítkách zoo. V Česku se jednalo o tři zoo:
- Zoo Liberec
- Zoo Plzeň
- Zoo Praha

### Chov v Zoo Praha
Bažant palavánský byl v Zoo Praha chován nejprve v letech 1963 až 1973 a poté byl chov obnoven v roce 1988. První úspěšný odchov však byl zaznamenán až v roce 1995. V roce 2018 se vylíhla a byla odchována dvě mláďata, takže na konci roku 2018 v pražské zoo chovali čtyři jedince. Další mládě se vylíhlo v květnu a následně také v červnu 2019.

Od 28. září 2019 je tento druh k vidění v novém Rákosově pavilonu v dolní části zoo. Jedná se o jeden z druhů ptačí expozice Filipín.